# Vŕšok (Slovenský kras)
Vŕšok (917 m n. m.) je druhý nejvyšší vrch ve Slovenském krasu.
Nachází se v severovýchodní části pohoří, v podcelku Horný vrch, asi 2 km severovýchodně od obce Bôrka. Zabírá centrální část rozsáhlé planiny, která se zvedá severně od Zádielské tiesňavy. Vrcholová část je pokryta lesním porostem a neumožňuje výhledy.

## Přístup
Vrch traverzuje  značený turistický chodník ze Zádielské tiesňavy k Matesova skále. Přístup je možný i lesem z blízké obce Bôrka.